# Junkers Ju 147
O Junkers Ju 147 foi um projecto da Junkers para um bombardeiro experimental bimotor de alta altitude.